# Подъеланское муниципальное образование
Подъеланское муниципальное образование — муниципальное образование со статусом сельского поселения в 
Усть-Илимском районе Иркутской области России. Административный центр — поселок Подъеланка.

## Демография
По результатам Всероссийской переписи населения 2010 года 
численность населения муниципального образования составила 594 человека, в том числе 285 мужчин и 309 женщин.

## Населенные пункты
В состав муниципального образования входят населенные пункты
- Подъеланка